# Asahi Camera
La revista Asahi Camera, en idioma japonés アサヒカメラ (Asahi kamera?), es una publicación mensual japonesa especializada en fotografía y fundada en 1926.
Su primer número apareció en abril de 1926 como otra publicación de la editorial Asahi Shinbun-sha. Su título aparecía en la escritura katakana junto al subtítulo en inglés Asahi Camera: The Japanese Journal of Photography hasta que en 1932 quedó reducido a Asahi Camera y a finales del siglo XX se eliminó el subtítulo.
No se publicó entre abril de 1942 y octubre de 1949 con motivo de la Segunda Guerra Mundial y en ese número aparecía un retrato de Ihei Kimura que se convirtió en uno de sus mayores colaboradores.
Al aparecer la revista tenía un marcado enfoque pictorialista. En su formato posterior trataba de cubrir un amplio espectro de intereses por la fotografía entre los aspectos técnicos y artísticos de la misma por lo que sufrió críticas de diversos sectores que hubiesen preferido una mayor especialización artística y de difusión de la fotografía.
Es la revista de fotografía más antigua entre las publicadas en Japón y cuando en 1985 desapareció la revista Camera Mainichi las únicas publicaciones relevantes especializadas en fotografía que quedaron fueron Nippon Camera y Asahi Camera.